# Вест-Коув
Вест-Коув (англ. West Cove) — літнє село в Канаді, у провінції Альберта, у складі муніципального району Лак-Сент-Анн.

## Населення
За даними перепису 2016 року, літнє село нараховувало 149 осіб постійного населення, показавши зростання на 23,1%, порівняно з 2011-м роком. Середня густина населення становила 112,3 осіб/км².
З офіційних мов обидвома одночасно не володів жоден з жителів, тільки англійською — 145. Усього 20 осіб вважали рідною мовою не одну з офіційних.
Працездатне населення становило 105 осіб (60% усього населення), рівень безробіття — 9,5%.

## Клімат
Середня річна температура становить 2,5°C, середня максимальна – 20,6°C, а середня мінімальна – -19,8°C. Середня річна кількість опадів – 508 мм.
| Клімат поселення                              | Клімат поселення | Клімат поселення | Клімат поселення | Клімат поселення | Клімат поселення | Клімат поселення | Клімат поселення | Клімат поселення | Клімат поселення | Клімат поселення | Клімат поселення | Клімат поселення | Клімат поселення |
| Показник                                      | Січ.             | Лют.             | Бер.             | Квіт.            | Трав.            | Черв.            | Лип.             | Серп.            | Вер.             | Жовт.            | Лист.            | Груд.            |                  |
| Середній максимум, °C                         | −6,8             | −3,52            | 1,83             | 9,69             | 15,87            | 19,87            | 20,64            | 20,28            | 15,16            | 10,09            | 0,64             | −4,86            |                  |
| Середня температура, °C                       | −13,28           | −10              | −4,64            | 3,21             | 9,40             | 13,40            | 15,54            | 15,18            | 10,06            | 4,99             | −4,47            | −9,96            |                  |
| Середній мінімум, °C                          | −19,76           | −16,5            | −11,11           | −3,26            | 2,90             | 6,92             | 10,44            | 10,06            | 4,94             | −0,12            | −9,57            | −15,08           |                  |
| Норма опадів, мм                              | 26               | 17               | 18               | 26               | 53               | 88               | 98               | 69               | 45               | 26               | 22               | 20               |                  |
| Середньомісячна швидкість вітру, м/с          | 3.20             | 3.40             | 3.40             | 3.60             | 3.50             | 3.18             | 2.90             | 2.80             | 3.00             | 3.30             | 3.20             | 3.20             |                  |
| Середньомісячна сонячна радіація, кДж/м²·день | 3352             | 6876             | 12133            | 17213            | 20444            | 22065            | 22087            | 18500            | 12508            | 7357             | 3672             | 2474             |                  |
| --------------------------------------------- | ---------------- | ---------------- | ---------------- | ---------------- | ---------------- | ---------------- | ---------------- | ---------------- | ---------------- | ---------------- | ---------------- | ---------------- | ---------------- |
| Джерело:                                      |                  |                  |                  |                  |                  |                  |                  |                  |                  |                  |                  |                  |                  |